# Reading F.C. Women
Reading Football Club Women er kvindernes afdeling af den engelske fodboldklub Reading FC. Klubben spiller i FA WSL 1. Klubben spillede i FA Women's Premier League National Division, efter at den rykkede op fra FA Women's Premier League Southern Division, hvorfra de rykkede ned efter 2011–12 sæsonen. De fik en plads i FA WSL, da ligaen blev udvidet i 2014.

## Aktuel trup
Oversigten er opdateret til og med 3. august 2023
| Nr. | Land       | Position | Spiller           |
| --- | ---------- | -------- | ----------------- |
| 7   | England    | AN       | Charlie Wellings  |
| 11  | Nordirland | AN       | Lauren Wade       |
| 14  | England    | FO       | Deanna Cooper     |
| 15  | USA        | FO       | Brooke Hendrix    |
| 16  | Cameroun   | FO       | Easther Mayi Kith |
| 17  | Irland     | FO       | Diane Caldwell    |
| 25  | Nordirland | MM       | Jacqueline Burns  |
| 28  | Wales      | FO       | Lily Woodham      |
| 31  | Wales      | FO       | Bethan Roberts    |

| Nr. | Land    | Position | Spiller                         |
| --- | ------- | -------- | ------------------------------- |
| 33  | England | MI       | Freya Meadows-Tuson             |
| 34  | England | AN       | Madison Perry                   |
| 35  | England | MI       | Mae Hunt                        |
| 37  | England | MI       | Tia Primmer                     |
| 51  | Danmark | MI       | Sanne Troelsgaard               |
|     | England | MM       | Emily Orman (lejet fra Chelsea) |
|     | England | MM       | Rose Kite                       |
|     | England | MI       | Ava Kuyken                      |
|     | Wales   | MI       | Charlie Estcourt                |

## Meritter
- South West Combination Women's Football League:
  - Vindere (1): 2007/08
- FA Women's Premier League Southern Division:
  - Vindere (1): 2012/13
- FA WSL 2:
  - Vindere (1): 2015

## Stadion
- Navn: Adams Park
- By: High Wycombe, Buckinghamshire
- Adresse: Sands Industrial Estate, Hillbottom Road
- Kapacitet: 9.617 tilskuere